# Олександри
Олександри — колишнє село в Овруцькому районі Житомирської області. Код КОАТУУ — 1824281904.
Внаслідок Чорнобильської катастрофи 1986 року село входить до зони безумовного (обов'язкового) відселення.
Житомирська обласна рада рішенням від 27 жовтня 2005 року в Овруцькому районі виключила з облікових даних село Олександри Гладковицької сільради.